# Wahlkreis Weißensee 2
Der Wahlkreis Weißensee 2 war ein Abgeordnetenhauswahlkreis in Berlin. Er wurde erstmals für die ersten Gesamtberliner Wahlen zum Abgeordnetenhaus am 2. Dezember 1990 gebildet und umfasste vom damaligen, ehemals Ostberliner Stadtbezirk Weißensee die Ortsteile Heinersdorf, Blankenburg und Karow. Im Gegensatz zu vielen anderen Wahlkreisen blieb das Wahlkreisgebiet auch bei den Wahlen 1995 und 1999 gleich. Nach der Berliner Gebietsreform, die mit Jahresbeginn 2001 in Kraft trat, wurde der Wahlkreisverband Weißensee und damit auch der Wahlkreis Weißensee 2 aufgelöst. Er wurde mit unverändertem Zuschnitt in den Wahlkreis Pankow 4 umbenannt.

## Abgeordnetenhauswahl 1999
Bei der Wahl zum Abgeordnetenhaus von Berlin 1999 gab es folgende Ergebnisse:
| Name                              | Partei           | Anteil der Erststimmen | Anteil der Zweitstimmen |
| --------------------------------- | ---------------- | ---------------------- | ----------------------- |
| Peter Luther                      | CDU              | 38,1 %                 | 35,6 %                  |
|                                   | SPD              | 20,0 %                 | 18,8 %                  |
|                                   | PDS              | 34,3 %                 | 32,0 %                  |
|                                   | Grüne            | 05,7 %                 | 04,7 %                  |
|                                   | FDP              | 01,9 %                 | 01,4 %                  |
|                                   | REP              | –                      | 02,9 %                  |
|                                   | Tierschutzpartei | –                      | 01,5 %                  |
|                                   | Sonstige         | –                      | 03,1 %                  |
| Wahlberechtigte: 27.928 Einwohner |                  |                        |                         |
| Wahlbeteiligung: 65,9 %           |                  |                        |                         |

## Abgeordnetenhauswahl 1995
Bei der Wahl zum Abgeordnetenhaus von Berlin 1995 gab es folgende Ergebnisse:
| Name                              | Partei   | Anteil der Erststimmen | Anteil der Zweitstimmen |
| --------------------------------- | -------- | ---------------------- | ----------------------- |
| Peter Luther                      | CDU      | 30,5 %                 | 30,1 %                  |
| Ralf Hillenberg                   | SPD      | 25,5 %                 | 23,7 %                  |
| Roland Nogala                     | PDS      | 26,9 %                 | 26,0 %                  |
| Claudia Hämmerling                | Grüne    | 11,6 %                 | 09,1 %                  |
| Bernhard Fandrich                 | FDP      | 01,7 %                 | 01,8 %                  |
| René Mattheé                      | REP      | 03,7 %                 | 03,3 %                  |
|                                   | Sonstige | –                      | 05,8 %                  |
| Wahlberechtigte: 23.302 Einwohner |          |                        |                         |
| Wahlbeteiligung: 68,3 %           |          |                        |                         |

## Abgeordnetenhauswahl 1990
Bei der Wahl zum Abgeordnetenhaus von Berlin 1990 gab es folgende Ergebnisse:
| Name                              | Partei   | Anteil der Erststimmen | Anteil der Zweitstimmen |
| --------------------------------- | -------- | ---------------------- | ----------------------- |
|                                   | CDU      | 32,9 %                 | 32,4 %                  |
| Ralf Hillenberg                   | SPD      | 35,3 %                 | 35,3 %                  |
|                                   | PDS      | 13,9 %                 | 13,8 %                  |
|                                   | Grüne/AL | –                      | 01,3 %                  |
|                                   | Grüne    | 08,4                   | 07,4 %                  |
|                                   | FDP      | 07,6 %                 | 07,6 %                  |
| –                                 | DSU      | 00,3 %                 | 00,3 %                  |
| –                                 | DDD      | –                      | 00,1 %                  |
|                                   | REP      | 01,7 %                 | 01,7 %                  |
|                                   | ödp      | –                      | 00,2 %                  |
| Wahlberechtigte: 20.800 Einwohner |          |                        |                         |
| Wahlbeteiligung: 81,0 %           |          |                        |                         |